# Frank Mauer
Frank Mauer (* 12. April 1988 in Heidelberg) ist ein ehemaliger deutscher Eishockeyspieler, der im Verlauf seiner aktiven Karriere zwischen 2003 und 2023 786 Spiele in der Deutschen Eishockey Liga (DEL) auf der Position des rechten Flügelstürmers bestritten hat. In dieser Zeit war Mauer jeweils sieben Spielzeiten für die Adler Mannheim und den EHC Red Bull München sowie ein Jahr für die Eisbären Berlin in der DEL aktiv. Mit Mannheim und München gewann er insgesamt vier Deutsche Meisterschaften und wurde dreimal Vizemeister. Darüber hinaus errang er bei den Olympischen Winterspielen 2018 mit der deutschen Nationalmannschaft die Silbermedaille.

## Karriere

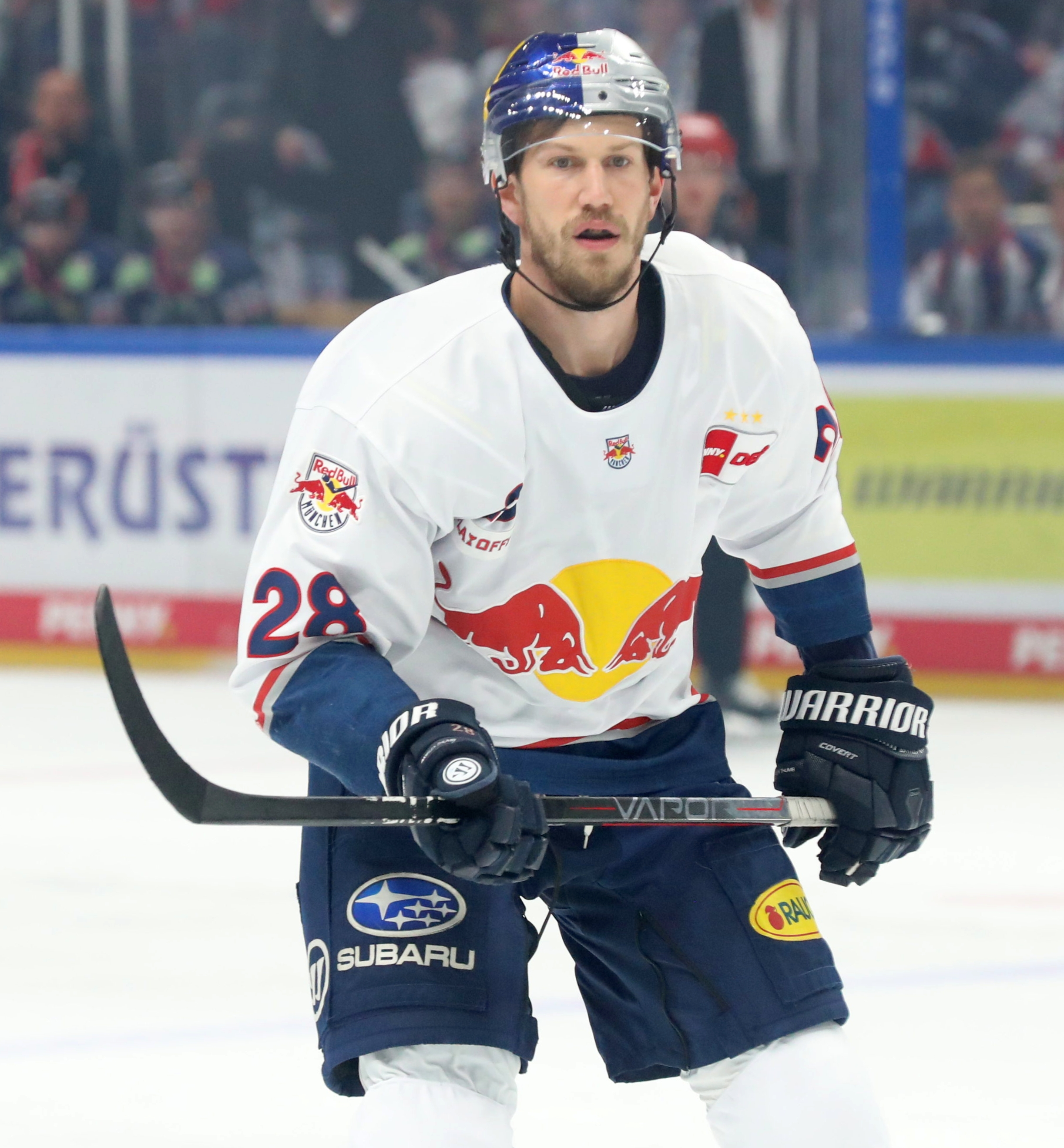
Mauer im Trikot des EHC Red Bull München (2022)

Frank Mauer begann seine Karriere bei den Jungadlern Mannheim in der Deutschen Nachwuchsliga und gewann mit der Mannschaft dreimal die Deutsche Meisterschaft der Jugend. Nachdem er in der Saison 2005/06 mit 48 Toren und 44 Torvorlagen Topscorer der DNL geworden war, erhielt er für die Saison 2006/07 eine Förderlizenz bei den Adler Mannheim. Zunächst spielte er hauptsächlich in der 2. Bundesliga für deren Farmteam, die Heilbronner Falken. Am 26. Februar 2008 debütierte Mauer für die Profimannschaft der Adler Mannheim in der DEL. Ab der Saison 2008/09 gehörte er zum Stammkader der Adler. In der Saison 2014/15 gewann er mit den Adlern die deutsche Meisterschaft.
Ende April 2015 verpflichtete der EHC Red Bull München Mauer. Mit den Roten Bullen gewann er 2016, 2017 und 2018 erneut den deutschen Meistertitel. Er ist damit einer von nur zwei Spielern der DEL-Geschichte, der viermal in Folge Meister werden konnte. Im Sommer 2022 verließ er den EHC Red Bull und wechselte zu den Eisbären Berlin. Das Engagement beim amtierenden Deutschen Meister endete jedoch bereits nach einer Spielzeit im Frühjahr 2023, ehe der 35-Jährige im August desselben Jahres das Ende seiner aktiven Karriere bekannt gab und Spielervermittler wurde.

### International

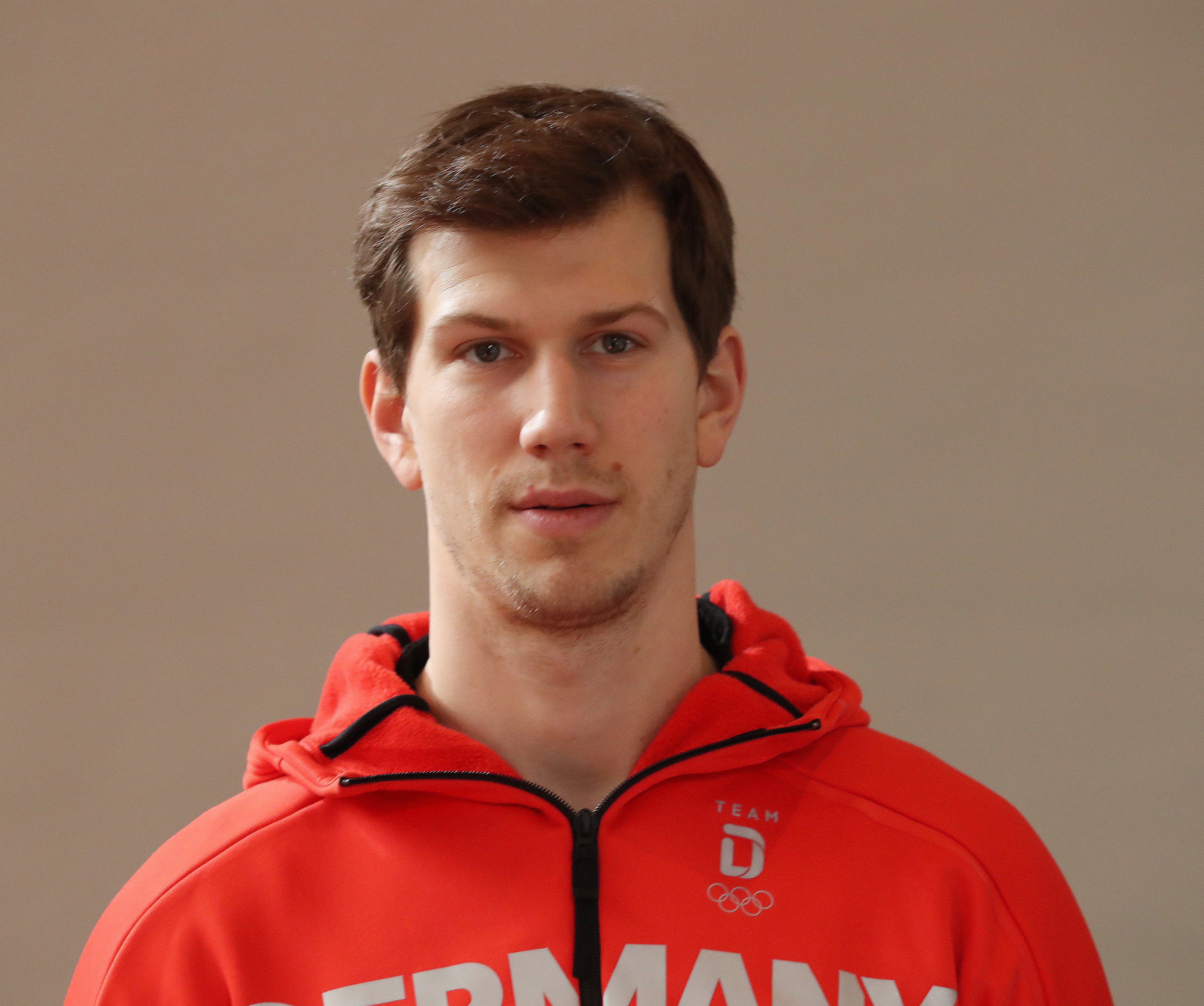
Mauer bei der Einkleidung für die Olympischen Winterspiele 2018

Für die deutsche U18-Nationalmannschaft absolvierte der Rechtsschütze bei der Junioren-Weltmeisterschaft 2006 alle sechs Spiele, ein Scorerpunkt gelang ihm jedoch nicht. Zwei Jahre später nahm er mit der U20-Nationalmannschaft an der Weltmeisterschaft der Division I teil und trug als Torschützenkönig und als Topscorer (gemeinsam mit dem Österreicher Michael Raffl) maßgeblich zum Aufstieg in die Top-Division bei.
Seinen ersten Einsatz in der Herren-Nationalmannschaft hatte Frank Mauer beim Deutschland-Cup 2010 in München, bei dem ihm in den drei Spielen ein Assist gelang. Sein erstes Länderspieltor in der Herren-Nationalmannschaft schoss Mauer beim Freundschaftsspiel gegen Belarus am 9. Februar 2011 in Frankfurt am Main, welches am Ende mit 3:1 gewonnen wurde. Zum ersten Einsatz bei einer (Herren-)Weltmeisterschaft kam er bei der Weltmeisterschaft 2011 beim Spiel gegen die Slowakei, bei dem er einen Assist verbuchen konnte und welches das Nationalteam mit 4:3 gewann. Auch 2013 und 2014 stand er im deutschen Kader bei der Weltmeisterschaft. Seinen größten Erfolg feierte der Stürmer mit dem Gewinn der Silbermedaille bei den Olympischen Winterspielen 2018 in Pyeongchang, wofür er auch – wie die gesamte deutsche Eishockeyolympiamannschaft – das Silberne Lorbeerblatt erhielt.

## Erfolge und Auszeichnungen
| - 2012 Deutscher Vizemeister mit den Adler Mannheim - 2015 Deutscher Meister mit den Adler Mannheim - 2016 Deutscher Meister mit dem EHC Red Bull München - 2017 Deutscher Meister mit dem EHC Red Bull München | - 2018 Deutscher Meister mit dem EHC Red Bull München - 2019 Deutscher Vizemeister mit dem EHC Red Bull München - 2022 Deutscher Vizemeister mit dem EHC Red Bull München |

### International
- 2008 Aufstieg in die Top-Division bei der U20-Weltmeisterschaft der Division I, Gruppe A
- 2008 Topscorer der U20-Weltmeisterschaft der Division I, Gruppe A
- 2008 Bester Torschütze der U20-Weltmeisterschaft der Division I, Gruppe A
- 2018 Silbermedaille bei den Olympischen Winterspielen

## Karrierestatistik

### International
Vertrat Deutschland bei:
| - World U-17 Hockey Challenge 2005 - U18-Junioren-Weltmeisterschaft 2006 - U20-Junioren-Weltmeisterschaft der Division I 2008 - Weltmeisterschaft 2011 | - Weltmeisterschaft 2013 - Weltmeisterschaft 2014 - Olympischen Winterspielen 2018 - Weltmeisterschaft 2019 |

(Legende zur Spielerstatistik: Sp oder GP = absolvierte Spiele; T oder G = erzielte Tore; V oder A = erzielte Assists; Pkt oder Pts = erzielte Scorerpunkte; SM oder PIM = erhaltene Strafminuten; +/− = Plus/Minus-Bilanz; PP = erzielte Überzahltore; SH = erzielte Unterzahltore; GW = erzielte Siegtore; 1 Play-downs/Relegation; Kursiv: Statistik nicht vollständig)

## Sonstiges
Sein älterer Bruder Andreas Mauer war ebenfalls sportlich aktiv. Zwischen 2006 und 2007 stand er als Handballspieler bei der HG Oftersheim/Schwetzingen unter Vertrag.